# Acne professionale
Per acne professionale si intende una dermatosi, che si manifesta come eruzione acneiforme, causata dalla costante e prolungata esposizione a particolari sostanze chimiche di comune utilizzo in alcuni ambiti lavorativi. La malattia fa parte della più ampia categoria delle dermatosi professionali, la cui definizione esula dall'ambito medico-diagnostico e fa riferimento essenzialmente a termini legali circa le norme di tutela del lavoratore.

## Eziologia
L'acne professionale, come l'acne venenata, rientra nella categoria delle acni esogene o indotte, ovvero causate da agenti esterni all'organismo che possono comprendere sia sostanze chimiche che fattori ambientali meccanici e fisici La patologia è tipica nei lavoratori che maneggiano sostanze come catrame, oli minerali, lubrificanti  e idrocarburi aromatici alogenati.
I settori industriali più frequentemente interessati sono l'estrazione e raffinazione petrolifera, la produzione della gomma, la produzione di erbicidi.

## Manifestazioni
Tendenzialmente l'acne si manifesta con la formazione di papulo-pustole bruno-rossastre a carico dei follicoli pilosebacei, ma a seconda dei casi possono presentarsi anche eruzione di comedoni e/o lesioni cistiche color giallo paglierino. Tra le forme di acne professionale più frequenti si hanno l'acne da oli lubrificanti, la cloracne e l'acne da catrame minerale.